# 1. Frauenfußballclub Turbine Potsdam 71 2013-2014
Questa voce raccoglie le informazioni riguardanti la sezione di calcio femminile del 1. Frauenfußballclub Turbine Potsdam 71 nelle competizioni ufficiali della stagione 2013-2014.

## Maglie e sponsor
|  | Casa | Trasferta |

## Organigramma societario
Area amministrativa
- Presidente: Rolf Kutzmutz

Area tecnica
- Allenatore: Bernd Schröder
- Vice allenatore: Dirk Heinrichs
- Vice allenatore: Aferdita Podvorica
- Allenatore dei portieri: Sebastian Rauch

## Rosa
Rosa, ruoli e numeri di maglia tratti dal sito della federcalcio tedesca.
| N. |                               | Ruolo | Calciatrice        |
| -- | ----------------------------- | ----- | ------------------ |
| 1  | Germania (bandiera)           | P     | Laura Engler       |
| 3  | Svizzera (bandiera)           | C     | Lia Wälti          |
| 4  | Germania (bandiera)           | D     | Johanna Elsig      |
| 5  | Norvegia (bandiera)           | D     | Maren Mjelde       |
| 6  | Guinea Equatoriale (bandiera) | A     | Genoveva Añonma    |
| 7  | Stati Uniti (bandiera)        | C     | Ingrid Wells       |
| 8  | Germania (bandiera)           | D     | Wibke Meister      |
| 9  | Norvegia (bandiera)           | A     | Ada Hegerberg      |
| 10 | Germania (bandiera)           | C     | Julia Šimić        |
| 11 | Germania (bandiera)           | C     | Jennifer Cramer    |
| 13 | Germania (bandiera)           | P     | Annalena Kriebisch |
| 14 | Germania (bandiera)           | D     | Jennifer Zietz     |
| 15 | Germania (bandiera)           | D     | Inka Wesely        |
| 16 | Macedonia (bandiera)          | C     | Nataša Andonova    |

| N. |                                 | Ruolo | Calciatrice            |
| -- | ------------------------------- | ----- | ---------------------- |
| 17 | Giappone (bandiera)             | C     | Asano Nagasato         |
| 17 | Germania (bandiera)             | A     | Viktoria Schwalm       |
| 18 | Stati Uniti (bandiera)          | D     | Alex Singer            |
| 19 | Svezia (bandiera)               | C     | Antonia Göransson      |
| 20 | Germania (bandiera)             | C     | Stefanie Mirlach       |
| 21 | Germania (bandiera)             | C     | Tabea Kemme            |
| 22 | Germania (bandiera)             | D     | Stefanie Draws         |
| 23 | Bosnia ed Erzegovina (bandiera) | D     | Lidija Kuliš           |
| 24 | Germania (bandiera)             | P     | Anna-Felicitas Sarholz |
| 25 | Scozia (bandiera)               | A     | Lisa Evans             |
| 26 | Islanda (bandiera)              | P     | Guðbjörg Gunnarsdóttir |
| 31 | Germania (bandiera)             | C     | Pauline Bremer         |
| 32 | Germania (bandiera)             | P     | Ann-Katrin Berger      |

## Calciomercato

### Sessione estiva
| Acquisti | Acquisti           | Acquisti            | Acquisti                         |
| R.       | Nome               | da                  | Modalità                         |
| -------- | ------------------ | ------------------- | -------------------------------- |
| P        | Laura Engler       | TuRa Meldorf        |                                  |
| P        | Annalena Kriebisch | Turbine Potsdam II  | trasferita dalla squadra riserve |
| C        | Lidija Kuliš       | Linköping           |                                  |
| C        | Julia Šimić        | Bayern Monaco       |                                  |
| C        | Lia Wälti          | Young Boys          |                                  |
| C        | Ingrid Wells       | N. Carolina Courage |                                  |

| Cessioni | Cessioni          | Cessioni           | Cessioni                        |
| R.       | Nome              | a                  | Modalità                        |
| -------- | ----------------- | ------------------ | ------------------------------- |
| D        | Kristin Demann    | Hoffenheim         |                                 |
| D        | Heleen Jaques     | Club YLA           |                                 |
| D        | Wibke Meister     | Turbine Potsdam II | trasferita alla squadra riserve |
| C        | Sara Doorsoun     | SGS Essen          |                                 |
| C        | Patricia Hanebeck | Sand               |                                 |
| C        | Andrine Hegerberg | Häcken             |                                 |
| C        | Jeannette Yango   | Yzeure             |                                 |
| A        | Yūki Nagasato     | Chelsea            |                                 |
| A        | Sandra Starke     | Friburgo           |                                 |

### Sessione invernale
| Acquisti | Acquisti               | Acquisti  | Acquisti |
| R.       | Nome                   | da        | Modalità |
| -------- | ---------------------- | --------- | -------- |
| P        | Guðbjörg Gunnarsdóttir | Avaldsnes |          |

| Cessioni | Cessioni           | Cessioni | Cessioni |
| R.       | Nome               | a        | Modalità |
| -------- | ------------------ | -------- | -------- |
| P        | Annalena Kriebisch | Lübars   |          |

## Risultati

### Frauen-Bundesliga

#### Girone di andata
| Arbitro: | Hussein (Bad Harzburg) |

|            |           |              |
| Mjelde 53’ | Marcatori | 42’ Percival |

| Arbitro: | Biehl (Siesbach) |

|  |           |                                                            |
|  | Marcatori | 4’, 36’ Bremer 38’, 84’ Andonova 42’ Evans 62’, 86’ Añonma |

| Arbitro: | Rafalski (Baunatal) |

|                          |           |           |
| Hegerberg 39’ Añonma 52’ | Marcatori | 72’ Oster |

| Arbitro: | Schultz (Wolfsburg) |

|                 |           |                                    |
| Hartel 76’, 78’ | Marcatori | 19’ Elsig 27’ Bremer 70’ Göransson |

| Arbitro: | Hussein (Bad Harzburg) |

|                         |           |                                               |
| Petzelberger 80’ (rig.) | Marcatori | 28’ Evans 38’ Šimić 40’, 75’ Elsig 64’ Añonma |

| Arbitro: | Baitinger (Friesenheim) |

|            |           |            |
| Bremer 38’ | Marcatori | 58’ Müller |

| Arbitro: | Eisenhardt (Holzgerlingen) |

|                |           |                     |
| O'Sullivan 45’ | Marcatori | 67’ Šimić 88’ Elsig |

| Arbitro: | Illing (Limbach-Oberfrohna) |

|                                                  |           |  |
| Hegerberg 29’ Bremer 65’ Nagasato 75’ Añonma 86’ | Marcatori |  |

| Arbitro: | Kurtes (Düsseldorf) |

|              |           |                                              |
| Bernauer 64’ | Marcatori | 28’ (rig.) Mjelde 67’ Hegerberg 77’ Nagasato |

| Arbitro: | Biehl (Siesbach) |

|  |           |                                 |
|  | Marcatori | 1’ Laudehr 36’ Šašić 48’ Alushi |

| Arbitro: | Baitinger (Friesenheim) |

|                |           |                         |
| Lewandowski 8’ | Marcatori | 20’ Hegerberg 49’ Evans |

#### Girone di ritorno
| Arbitro: | Wozniak (Herne) |

|  |           |                     |
|  | Marcatori | 3’ Šimić 56’ Añonma |

| Arbitro: | Söder (Ingolstadt) |

|                                                                                              |           |  |
| Bremer 20’ Añonma 28’, 39’, 47’, 62’, 83’, 86’ Nagasato 31’, 33’ Šimić 58’, 60’ Andonova 77’ | Marcatori |  |

| Arbitro: | Illing (Limbach-Oberfrohna) |

|  |           |                                      |
|  | Marcatori | 8’, 12’ Šimić 31’ Nagasato 42’ Elsig |

| Arbitro: | Derlin (Bad Schwartau) |

|                                    |           |  |
| Hegerberg 15’ Šimić 77’ Añonma 89’ | Marcatori |  |

| Arbitro: | Schultz (Wolfsburg) |

|                     |           |  |
| Šimić 3’ Añonma 23’ | Marcatori |  |

| Arbitro: | Kurtes (Düsseldorf) |

|                       |           |  |
| Keßler 28’ Wagner 62’ | Marcatori |  |

| Arbitro: | Appelmann (Alzey) |

|                                              |           |  |
| Añonma 37’ Cramer 57’ Nagasato 69’ Elsig 85’ | Marcatori |  |

| Arbitro: | Hussein (Bad Harzburg) |

|             |           |                                 |
| Freutel 27’ | Marcatori | 49’ Bremer 51’ Añonma 67’ Elsig |

| Arbitro: | Heimann (Gladbeck) |

|                         |           |                              |
| Hegerberg 10’ Kuliš 53’ | Marcatori | 6’ Kirchberger 17’ Jakobsson |

| Arbitro: | Steinhaus (Langenhagen) |

|                           |           |                      |
| Alushi 42’ Garefrekes 90’ | Marcatori | 61’ (aut.) Bartusiak |

| Arbitro: | Illing (Limbach-Oberfrohna) |

|           |           |           |
| Zietz 65’ | Marcatori | 60’ Hagen |

### DFB-Pokal
| Arbitro: | Biehl (Siesbach) |

|                                        |           |                          |
| Hartmann 76’ Dallmann 79’ Doorsoun 87’ | Marcatori | 48’ Añonma 63’ Hegerberg |

### UEFA Women's Champions League
| Arbitro: | Knarik Grigoryan |

|  |           |                                                  |
|  | Marcatori | 11’ Mjelde 30’ Andonova 32’ Draws 34’, 76’ Evans |

| Arbitro: | Eleni Lampadariou |

|                                                          |           |  |
| Nagasato 62’, 90+2’ Andonova 63’, 88’ Göransson 65’, 84’ | Marcatori |  |

| Arbitro: | Cristina Dorcioman |

|  |           |                                                                                             |
|  | Marcatori | 2’ (aut.) Tucceri Cimini 27’ Wälti 28’ Bremer 44’, 53’ Šimić 55’ Añonma 78’ Elsig 79’ Evans |

| Arbitro: | Gyöngyi Gaál |

|                                           |           |                  |
| Nagasato 38’ Wälti 43’ Hegerberg 54’, 85’ | Marcatori | 49’ Domenichetti |

| Potsdam 19 aprile 2014, ore 14:00 CEST Semifinali - Andata | Turbine Potsdam | 0 – 0 referto | Wolfsburg | Karl-Liebknecht-Stadion (5 110 spett.)\| Arbitro: \| Efthalia Mitsi \| |
| Arbitro:                                                   | Efthalia Mitsi  |               |           |                                                                        |

| Arbitro: | Esther Staubli |

|                                     |           |                     |
| Keßler 17’ Popp 46’, 41’ Müller 80’ | Marcatori | 7’ Šimić 35’ Añonma |

## Statistiche

### Statistiche di squadra
| Competizione         | Punti | In casa | In casa | In casa | In casa | In casa | In casa | In trasferta | In trasferta | In trasferta | In trasferta | In trasferta | In trasferta | Totale | Totale | Totale | Totale | Totale | Totale | DR  |
| Competizione         | Punti | G       | V       | N       | P       | Gf      | Gs      | G            | V            | N            | P            | Gf           | Gs           | G      | V      | N      | P      | Gf     | Gs     | DR  |
| -------------------- | ----- | ------- | ------- | ------- | ------- | ------- | ------- | ------------ | ------------ | ------------ | ------------ | ------------ | ------------ | ------ | ------ | ------ | ------ | ------ | ------ | --- |
| Frauen Bundesliga    | 49    | 11      | 6       | 4       | 1       | 32      | 9       | 11           | 9            | 0            | 2            | 32           | 11           | 22     | 15     | 4      | 3      | 64     | 20     | +44 |
| DFB-Pokal der Frauen | -     | -       | -       | -       | -       | -       | -       | 1            | 0            | 0            | 1            | 2            | 3            | 1      | 0      | 0      | 1      | 2      | 3      | -1  |
| Champions League     | -     | 3       | 2       | 1       | 0       | 10      | 1       | 3            | 2            | 0            | 1            | 15           | 4            | 6      | 4      | 1      | 1      | 25     | 5      | +20 |
| Totale               | -     | 14      | 8       | 5       | 1       | 42      | 10      | 15           | 11           | 0            | 4            | 50           | 17           | 29     | 19     | 5      | 5      | 91     | 28     | +63 |

### Andamento in campionato
| Giornata  | 1 | 2 | 3 | 4 | 5 | 6 | 7 | 8 | 9 | 10 | 11 | 12 | 13 | 14 | 15 | 16 | 17 | 18 | 19 | 20 | 21 | 22 |
| --------- | - | - | - | - | - | - | - | - | - | -- | -- | -- | -- | -- | -- | -- | -- | -- | -- | -- | -- | -- |
| Luogo     | C | T | C | T | T | C | T | C | T | C  | T  | T  | C  | T  | C  | C  | T  | C  | T  | C  | T  | C  |
| Risultato | N | V | V | V | V | N | V | V | V | P  | V  | V  | V  | V  | V  | V  | P  | V  | V  | N  | P  | N  |
| Posizione | 7 | 1 | 1 | 1 | 1 | 1 | 2 | 2 | 2 | 3  | 2  | 2  | 2  | 2  | 1  | 1  | 2  | 2  | 2  | 2  | 3  | 3  |

Legenda:

Luogo: C = Casa; T = Trasferta. Risultato: V = Vittoria; N = Pareggio; P = Sconfitta.

### Statistiche delle giocatrici
| Giocatore        | Frauen-Bundesliga | Frauen-Bundesliga | Frauen-Bundesliga | Frauen-Bundesliga | DFB-Pokal der Frauen | DFB-Pokal der Frauen | DFB-Pokal der Frauen | DFB-Pokal der Frauen | Champions League | Champions League | Champions League | Champions League | Totale   | Totale | Totale      | Totale     |
| Giocatore        | Presenze          | Reti              | Ammonizioni       | Espulsioni        | Presenze             | Reti                 | Ammonizioni          | Espulsioni           | Presenze         | Reti             | Ammonizioni      | Espulsioni       | Presenze | Reti   | Ammonizioni | Espulsioni |
| ---------------- | ----------------- | ----------------- | ----------------- | ----------------- | -------------------- | -------------------- | -------------------- | -------------------- | ---------------- | ---------------- | ---------------- | ---------------- | -------- | ------ | ----------- | ---------- |
| N. Andonova      | 17                | 3                 | 0                 | 0                 | 0                    | 0                    | 0                    | 0                    | 4                | 3                | 1                | 0                | 21       | 6      | 1           | 0          |
| G. Añonma        | 19                | 16                | 2                 | 0                 | 1                    | 1                    | 0                    | 0                    | 8                | 2                | 1                | 0                | 28       | 19     | 3           | 0          |
| A-K. Berger      | 14                | -9                | 0                 | 0                 | 1                    | -3                   | 0                    | 0                    | 7                | -7               | 0                | 0                | 22       | -19    | 0           | 0          |
| P. Bremer        | 20                | 7                 | 0                 | 0                 | 1                    | 0                    | 0                    | 0                    | 8                | 1                | 1                | 0                | 29       | 8      | 1           | 0          |
| J. Cramer        | 13                | 1                 | 2                 | 0                 | 0                    | 0                    | 0                    | 0                    | 4                | 0                | 1                | 0                | 17       | 1      | 3           | 0          |
| S. Draws         | 15                | 0                 | 0                 | 0                 | 1                    | 0                    | 0                    | 0                    | 8                | 2                | 0                | 0                | 24       | 2      | 0           | 0          |
| J. Elsig         | 20                | 7                 | 9                 | 0                 | 1                    | 0                    | 0                    | 0                    | 7                | 1                | 4                | 0                | 28       | 8      | 13          | 0          |
| L. Engler        | -                 | -                 | -                 | -                 | 0                    | 0                    | 0                    | 0                    | -                | -                | -                | -                | 0        | 0      | 0           | 0          |
| L. Evans         | 19                | 3                 | 0                 | 0                 | 1                    | 0                    | 0                    | 0                    | 7                | 3                | 0                | 0                | 27       | 6      | 0           | 0          |
| A. Göransson     | 12                | 1                 | 0                 | 0                 | 1                    | 0                    | 0                    | 0                    | 6                | 2                | 1                | 0                | 19       | 3      | 1           | 0          |
| G. Gunnarsdóttir | 4                 | -1                | 0                 | 0                 | -                    | -                    | -                    | -                    | 1                | 0                | 0                | 0                | 5        | -1     | 0           | 0          |
| A. Hegerberg     | 14                | 6                 | 0                 | 0                 | 1                    | 1                    | 0                    | 0                    | 4                | 2                | 0                | 0                | 19       | 9      | 0           | 0          |
| T. Kemme         | 17                | 0                 | 3                 | 0                 | 1                    | 0                    | 0                    | 0                    | 7                | 0                | 1                | 0                | 25       | 0      | 4           | 0          |
| L. Kuliš         | 6                 | 1                 | 2                 | 0                 | -                    | -                    | -                    | -                    | -                | -                | -                | -                | 6        | 1      | 2           | 0          |
| W. Meister       | 1                 | 0                 | 0                 | 0                 | -                    | -                    | -                    | -                    | -                | -                | -                | -                | 1        | 0      | 0           | 0          |
| S. Mirlach       | -                 | -                 | -                 | -                 | -                    | -                    | -                    | -                    | -                | -                | -                | -                | -        | -      | -           | -          |
| M. Mjelde        | 13                | 2                 | 1                 | 0                 | 1                    | 0                    | 0                    | 0                    | 8                | 3                | 0                | 0                | 22       | 5      | 1           | 0          |
| A. Nagasato      | 16                | 6                 | 0                 | 0                 | -                    | -                    | -                    | -                    | 7                | 3                | 0                | 0                | 23       | 9      | 0           | 0          |
| A. Sarholz       | 4                 | -7                | 0                 | 0                 | -                    | -                    | -                    | -                    | -                | -                | -                | -                | 4        | -7     | 0           | 0          |
| V. Schwalm       | -                 | -                 | -                 | -                 | -                    | -                    | -                    | -                    | -                | -                | -                | -                | -        | -      | -           | -          |
| A. Singer        | 6                 | 0                 | 0                 | 0                 | 1                    | 0                    | 0                    | 0                    | 2                | 0                | 0                | 0                | 9        | 0      | 0           | 0          |
| J. Šimić         | 21                | 9                 | 2                 | 0                 | 0                    | 0                    | 0                    | 0                    | 6                | 3                | 2                | 0                | 27       | 12     | 4           | 0          |
| L. Wälti         | 19                | 0                 | 0                 | 0                 | 1                    | 0                    | 1                    | 0                    | 6                | 2                | 0                | 0                | 26       | 2      | 1           | 0          |
| I. Wells         | 1                 | 0                 | 0                 | 0                 | -                    | -                    | -                    | -                    | 1                | 0                | 0                | 0                | 2        | 0      | 0           | 0          |
| I. Wesely        | 2                 | 0                 | 0                 | 0                 | 0                    | 0                    | 0                    | 0                    | 2                | 0                | 0                | 0                | 4        | 0      | 0           | 0          |
| J. Zietz         | 15                | 1                 | 0                 | 0                 | 1                    | 0                    | 0                    | 0                    | 4                | 0                | 0                | 0                | 20       | 1      | 0           | 0          |